# Kačice (Polsko)
Kačice (polsky Kaczyce, německy Katschitz) jsou vesnice v jižním Polsku ve Slezském vojvodství v okrese Těšín v gmině Žibřidovice. Leží na území Těšínského Slezska přímo u českých hranic – na západě sousedí s Rájem, městskou částí Karviné. Skládá se ze tří částí: severních Dolních Kačic (neboli Podsviňošova), centrálních Horních Kačic a jihozápadního Otrubkova. Podle sčítání lidu v roce 2011 zde žilo 3 173 obyvatel, rozloha obce činí 9,27 km².
Název Kačice je patronymického původu, odvozený od jména rodiny Kačových, pravděpodobných zakladatelů vesnice. První zmínka o ní pochází z roku 1332. Pozdějšími majiteli obce byli v 18. a 19. století Spensové z Boodenu a od poloviny 19. století do konce druhé světové války Larischové. Po rozdělení Těšínska v roce 1920 byly Kačice rozhodnutím Konference velvyslanců připojeny k Polsku a tím odtrženy od nejbližšího městského střediska – Fryštátu.
Hlavní památkou je dřevěný kostel Povýšení svatého Kříže z roku 1620 postavený původně v Ruptawě, čtvrti Jastrzębie-Zdroje a přenesený do Kačic v letech 1971–1972.
Území Kačic je geomorfologicky součástí Ostravské pánve a přímo navazuje na ostravsko-karvinský uhelný revír. Pokusné vrty zde probíhaly od začátku 20. století, k zahájení výstavby dolu však došlo až na konci 70. let. Černouhelný Důl Morcinek byl uveden do provozu v roce 1986. Od začátku se však potýkal s ekonomickými potížemi a po desíti letech, v roce 1997, byla konstatována jeho trvala ztrátovost. Mezi lety 1998 až 2001 proběhla likvidace dolu. V současnosti[kdy?] bývá likvidace považována za neuváženou, čehož důkazem má být zájem o vydobytí uhelných zásob dolu Morcinek z české strany, konkrétně z dolu ČSM.[zdroj?]
V Kačicích se nachází železniční zastávka na trati Těšín – Žibřidovice. Do vesnice dojíždějí autobusy linky č. 32 těšínské MHD, u hranic obce se také nachází konečná linky č. 514 MHD Karviná.